# Abbaye Saint-Étienne de Saint-Estève
Pour les articles homonymes, voir Abbaye Saint-Étienne.
L'ancienne abbaye Saint-Étienne de Saint-Estève  est située en France sur la commune de Saint-Estève dans le département des Pyrénées-Orientales en région Occitanie. Fondée au IXe siècle, il ne reste plus aujourd'hui que l'ancienne abbatiale romane, aujourd'hui église paroissiale du village.

## Histoire
Mentionnée pour la première fois en 843 (procès ayant pour litige un alleu de Baho), plusieurs textes antérieurs à l'an mil citent le monastère nouvellement fondé, et par là même le nom de quelques abbés de la période : Héléseu (843), Adalbert (869), Frodald (955), Riculf (991)…
Possession du comte de Besalù au XIe siècle, elle passe ensuite entre les mains de l'abbaye de Lagrasse (au XIIe siècle) puis de Saint-Martin du Canigou. Pendant plusieurs siècles, les deux abbayes se disputent le monastère. Affaibli par ce conflit sans fin, il est presque désert lorsqu'il passe sous l'autorité du chapitre de la cathédrale d'Elne.

## Description
Dernier vestige du monastère, l'abbatiale, dédiée à saint Étienne, est un robuste édifice roman remontant pour l'essentiel au XIe siècle. À cette époque, l'édifice est constitué d'une nef flanquée de deux collatéraux, desquels elle est séparée par de gros piliers cylindriques. Le tout est couvert d'une charpente. Au XIIe siècle, l'édifice est entièrement voûté et la partie orientale totalement reprise.
Ainsi, c'est une abbatiale issue de ces transformations qui nous est parvenue. L'église comporte une nef de quatre travées, voûtée en berceau brisé continu, flanquée de collatéraux voûtés en demi-berceau, les murs gouttereaux étant renforcés par des arcs latéraux. Cette nef se termine sur un transept non saillant (on pourrait y voir une cinquième travée), du XIIe siècle, voûté en berceau en plein cintre et ouvrant sur le chevet, constitué d'une abside flanquée de deux absidioles, qui sont voûtées en cul-de-four.
L'église fut remaniée au XIXe siècle : les piliers cylindriques de la nef (du XIe siècle, 1,20 mètre de diamètre) furent tous retaillés en piliers rectangulaires (sauf les deux piliers occidentaux qui soutiennent le clocher), un porche fut ajouté à l'ouest et une nouvelle tour de clocher construite au-dessus de la première travée de la nef.

## Galerie

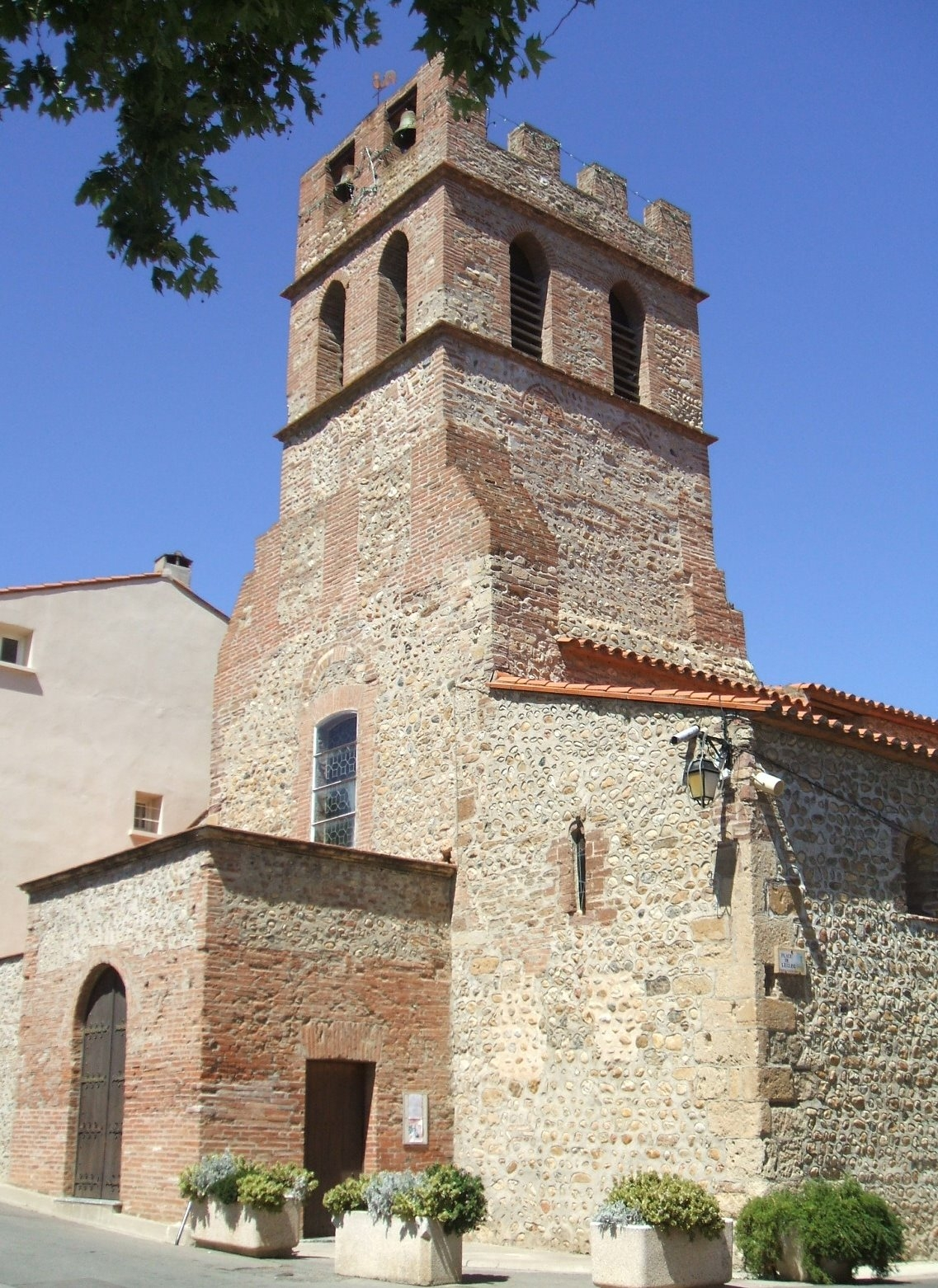
Façade ouest, avec le clocher, surhaussé au XIXe siècle
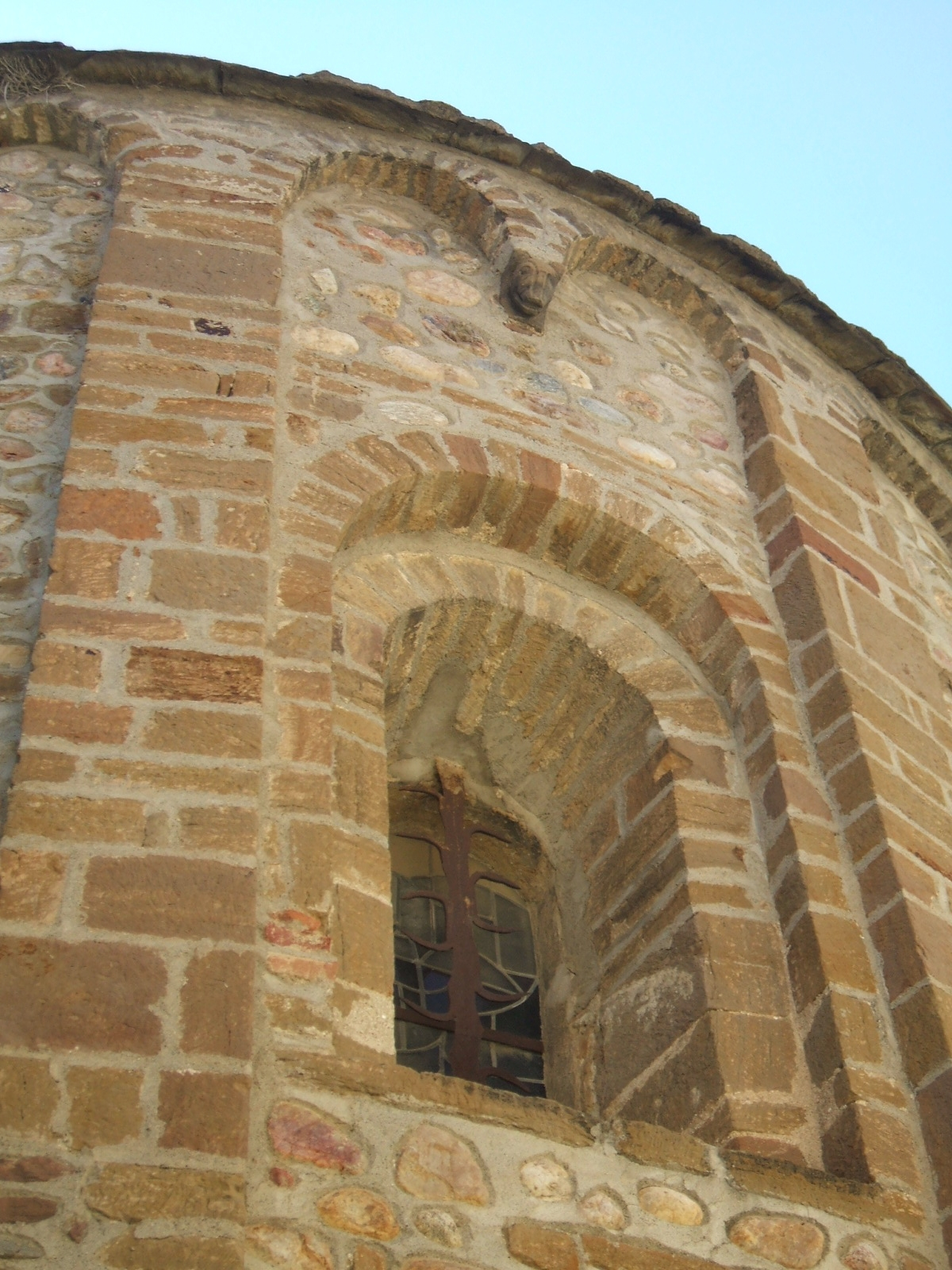
Chevet : détail de l'arcature de l'abside majeure
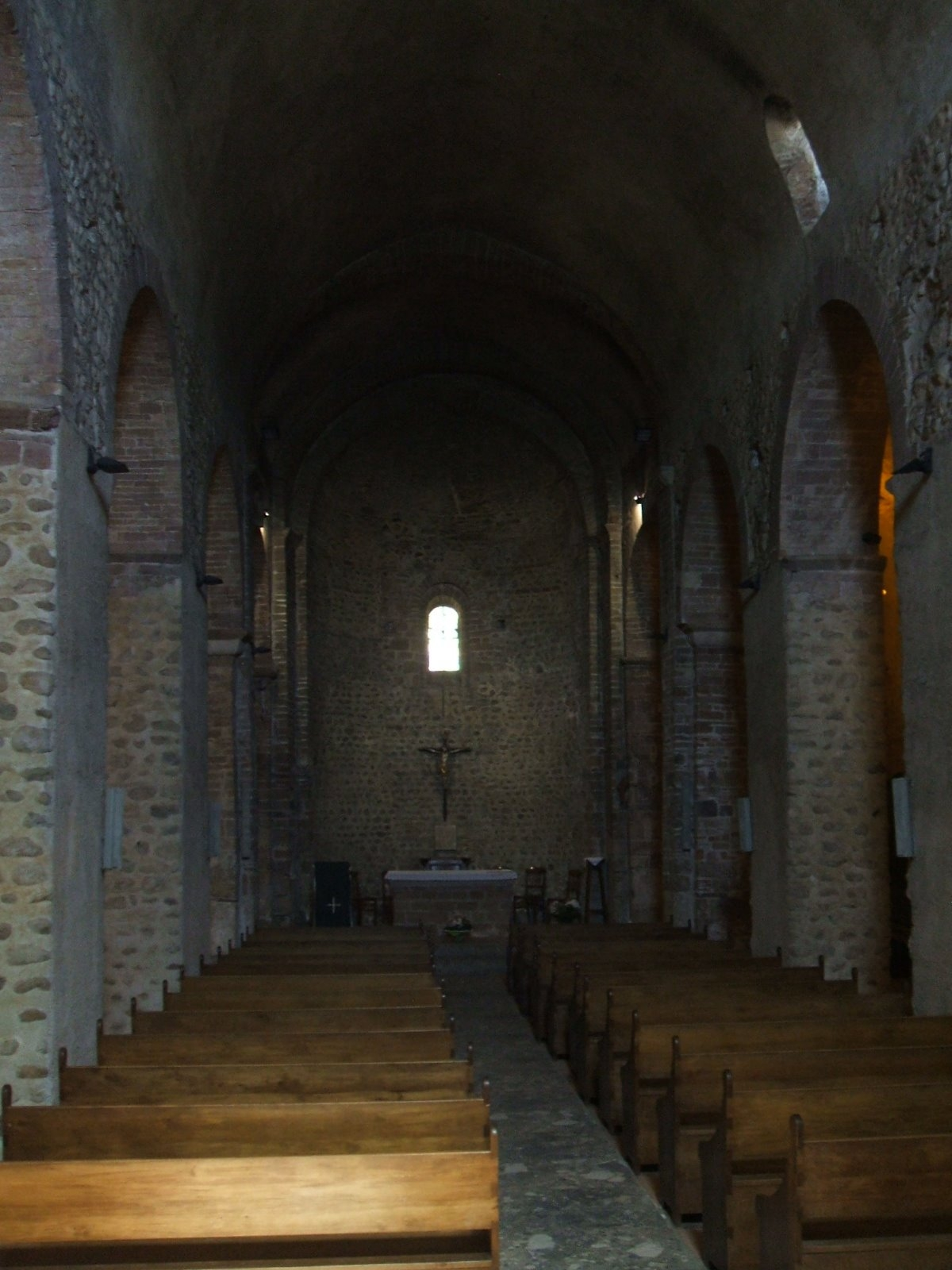
Intérieur de l'église depuis l'entrée